# AN/SLQ-25 Nixie

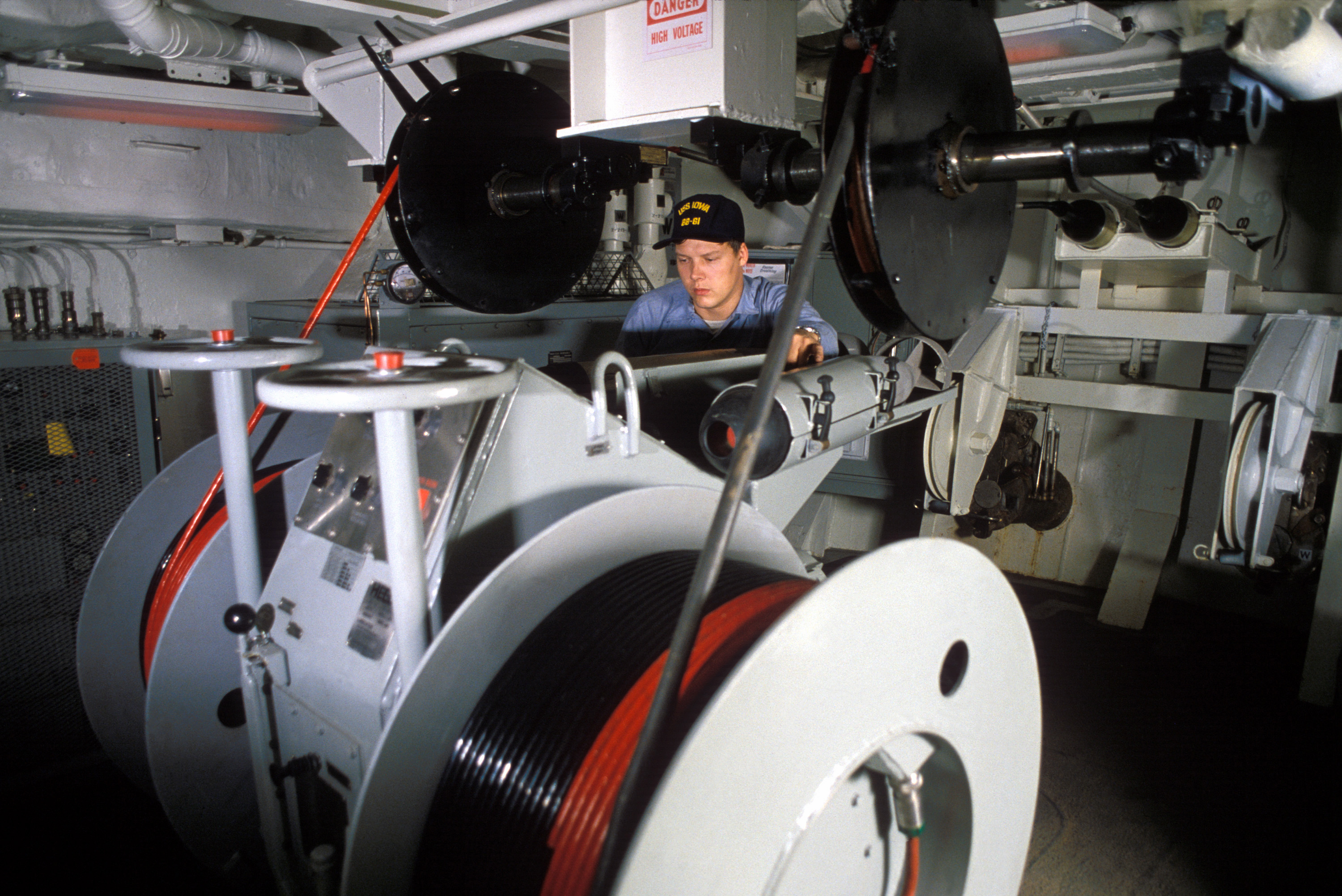
Лебёдка SLQ-25 Nixie на борту линкора BB-61 «Айова»

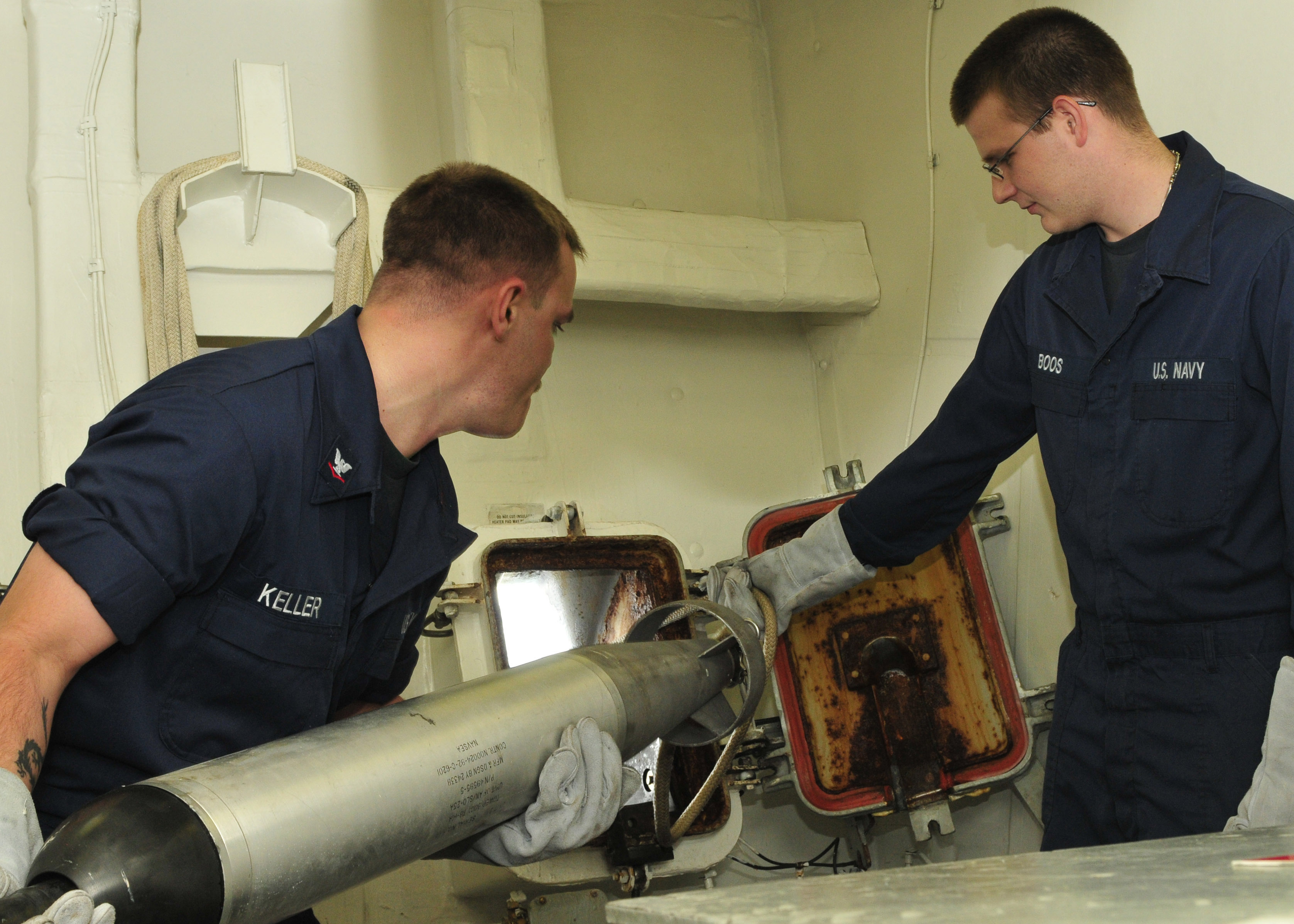
Выпуск буксируемого модуля системы SLQ-25 Nixie

AN/SLQ-25 Nixie — американская система противоторпедной защиты надводных кораблей. Состоит из бортового генератора сигналов и буксируемого постановщика гидроакустических помех. Применяется в ВМС США и их союзников. Разработана и изготавливалась Aerojet Electro Systems в Азусе, штат Калифорния, затем Northrop Grumman и, наконец, Sensytech.
Принцип действия состоит в излучении гидроакустического сигнала большой мощности, имитирующего и маскирующего акустическое поле корабля-носителя (шумы винтов и двигательной установки) и уводящего самонаводящиеся торпеды от истинной цели.

## История
Испытания прототипа закончены в декабре 1970 года. С 1974 года система начала поступать на вооружение взамен устаревшей T-Mk 6 FANFARE.

## Конструкция
Система AN/SLQ-25 состоит из следующих частей:
- Буксировочное устройство TAC (англ. Towed Acoustic Countermeasure) представляющее собой лебёдку с двумя катушками буксировочного троса, внутри которого проложен оптоволоконный кабель для связи с электроакустической аппаратурой буксируемых модулей. Для малых кораблей с ограниченным пространством существует вариант буксировочного устройства с одной катушкой.
- Буксируемые модули постановки гидроакустических помех (англ. Towed Pod) TB-14A, закреплённые на конце буксировочных тросов, которые во время работы системы выпускаются обслуживающим персоналом через лацпорты в транце корабля.
- Сигнальный процессор MSTRAP (англ. Multi-Sensor Torpedo Recognition and Alertment Processor), который обеспечивает обработку акустической информации, обнаруживает, классифицирует и локализует торпеды, обеспечивает командный состав информацией для оценки ситуации и принятия решений. Процессор получает информацию от различных источников: внутрикорпусной и буксируемой ГАС, гидроакустических буёв, собственного антенного массива TAS (англ. Towed Array Sensor). Открытая архитектура процессора позволяет легко вносить изменения в программное и аппаратное обеспечение системы.
- Патроны с запускаемыми акустическими помехами LEAD (англ. Launched Expendable Acoustic Decoy) Mk 12 и Mk 15, которые выстреливаются из стандартной пусковой установки постановщика пассивных помех Mark 36 SRBOC.

Массогабаритные характеристики
| Наименование                 | Размеры                | Масса    |
| ---------------------------- | ---------------------- | -------- |
| Буксировочное устройство TAC | 182,9 × 63,5 × 55.9 см | 299,4 кг |
| Буксируемый модуль TB-14A    | 15,2 × 119,4 см        | 26,3 кг  |
| Сигнальный процессор MSTRAP  | 167,6 × 63,5 × 55,9 см | 386,8 кг |
| Патрон Mk 12                 | 13,0 x 123,2 см        | 24,9 кг  |
| Патрон Mk 15                 | 13,0 x 119,4 см        | 21,6 кг  |

## Модификации
- AN/SLQ-25 — базовая модель, рассчитанная на борьбу с пассивно-акустическими самонаводящимися торпедами.
- AN/SLQ-25A — разработанный «с чистого листа» функциональный аналог AN/SLQ-25. Использует оптоволоконный кабель для передачи данных и лебёдку с двойным барабаном RL-272C мощностью 10 л. с. При разработки широко использовались коммерчески доступные комплектующие. Система имеет встроенную программу диагностирования электронной аппаратуры, которая запускается локально или с пункта дистанционного управления.
- AN/SLQ-25B по сравнению с предыдущими моделями имеет приёмный гидроакустический массив для обнаружения подводных лодок и приближающихся торпед, а также систему активных помех, которая принимает, усиливает и излучает в обратном направлении сигналы активного самонаведения торпеды.
- AN/SLQ-25С является модернизированным вариантом AN/SLQ-25A. Имеет дополнительные режимы гидроакустического противодействия и более длинный и функциональный буксировочный кабель.

На больших кораблях, как правило, устанавливается две системы AN/SLQ-25, из которых работает либо одна, либо обе вместе. На малых кораблях устанавливается одна система.
На базе AN/SLQ-25 была разработана система Sonar 2070. В настоящее время ведутся разработки более совершенных противоторпедных систем: DCL Technology Demonstrator programme в США и S2170 Surface Ship Torpedo Defence (SSTD) в Великобритании (причём, основной объём работ по SSTD выполнялся консорциумом в составе четырёх американских подрядчиков: General Electric, Alliant Techsystems, EDO Corporation, J. J. McMullen Associates и британской Marconi Underwater Systems Ltd). Стоимость одного серийного образца — $600 тыс.

## Фото

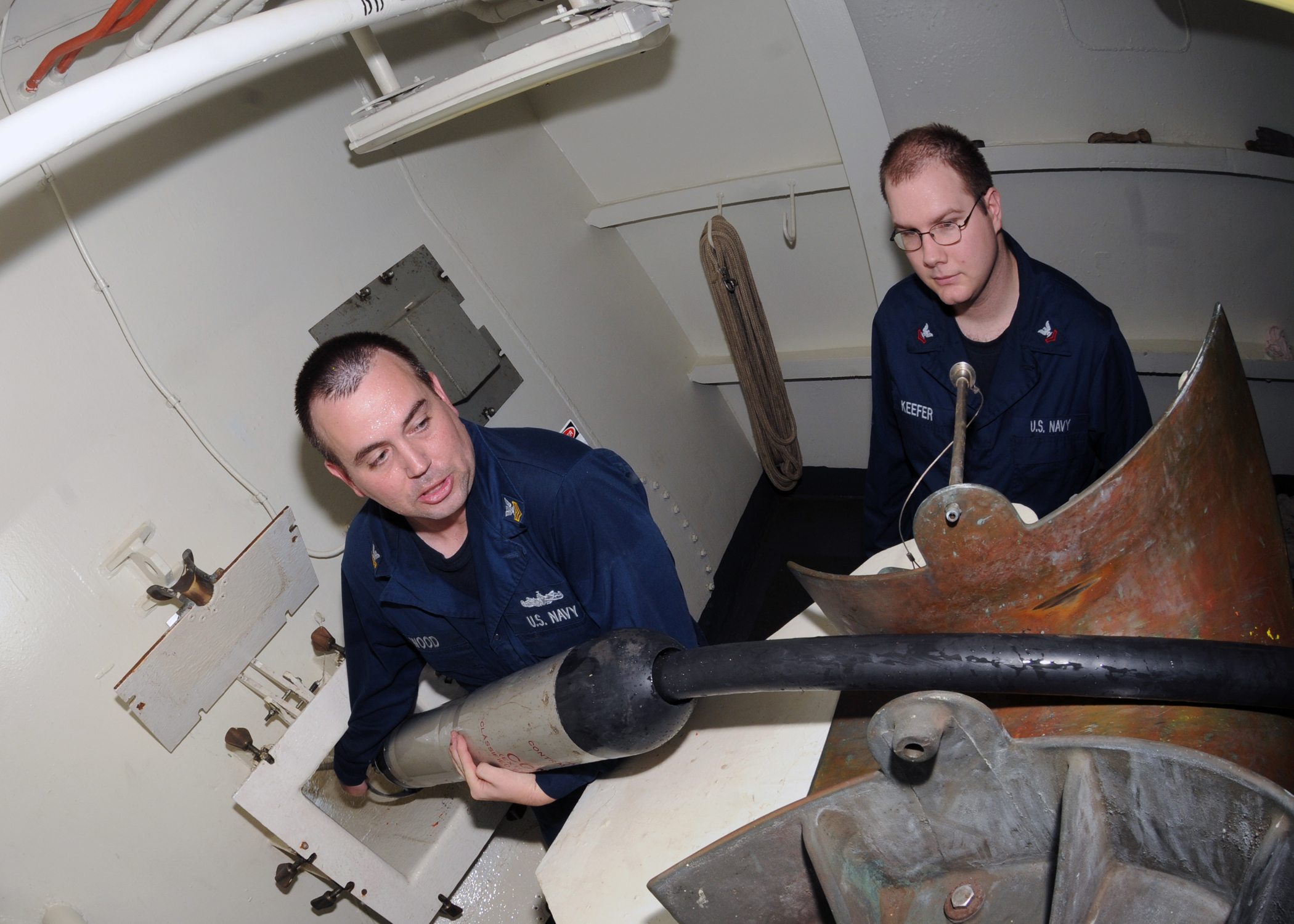
Выпуск буксируемого модуля
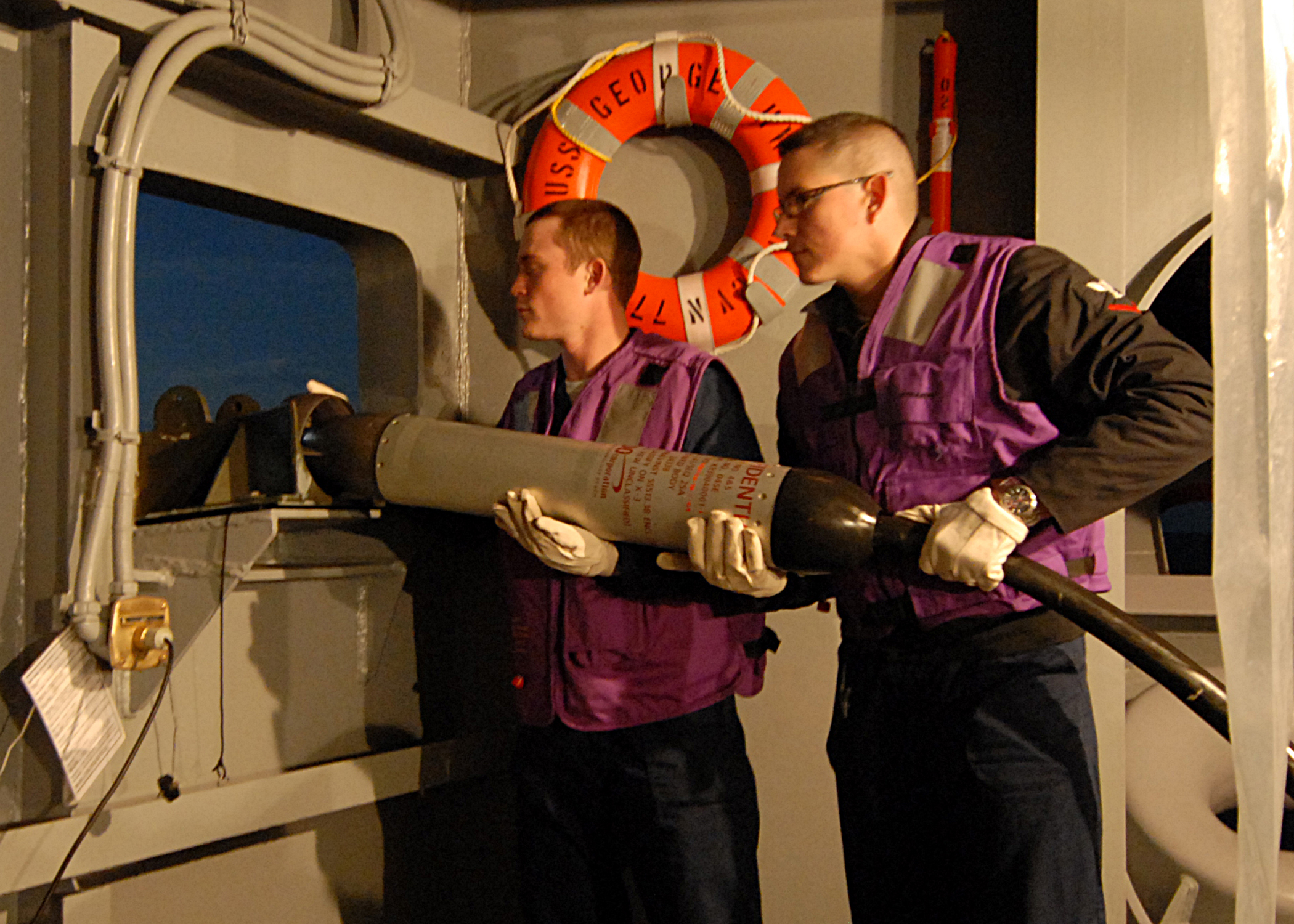
Выпуск буксируемого модуля
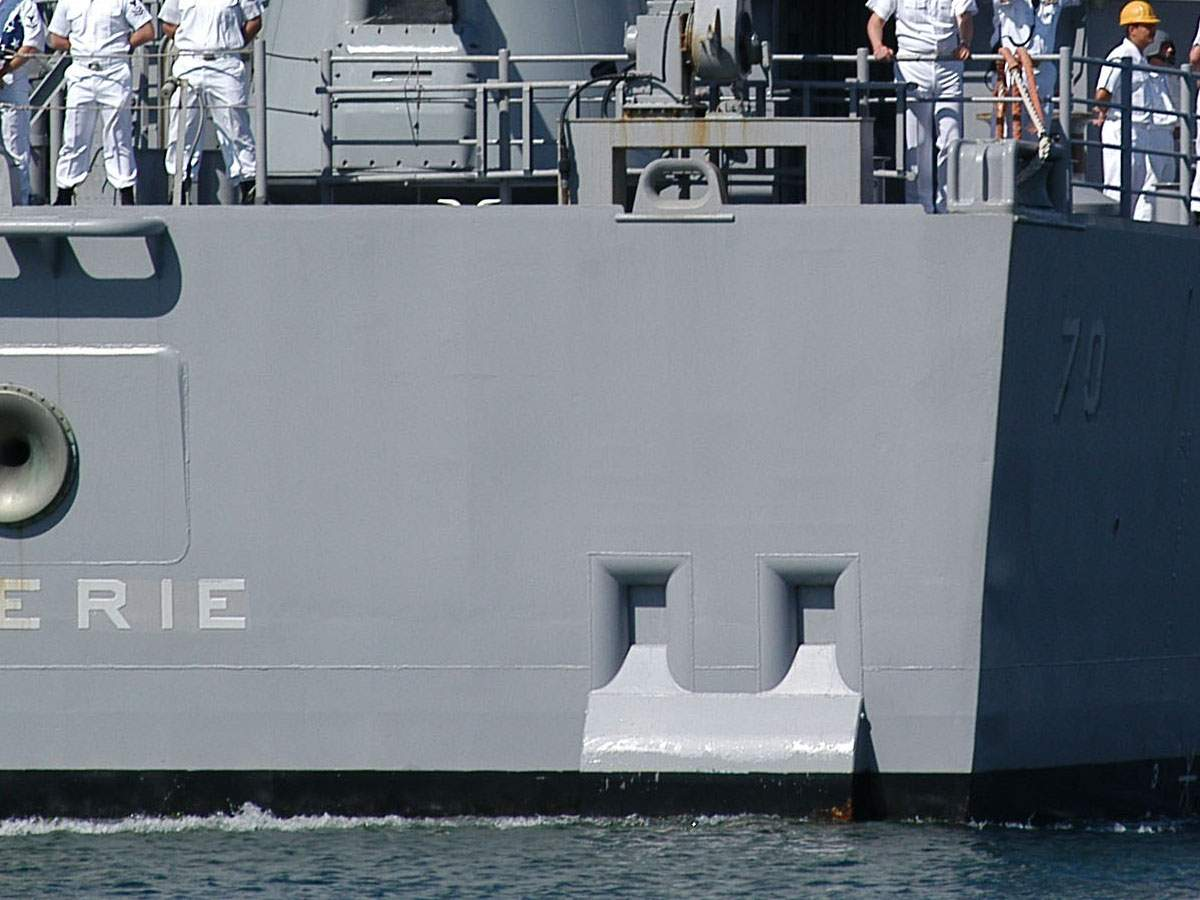
Лацпорты AN/SLQ-25 на крейсере CG-70 «Озеро Эри» (справа внизу)
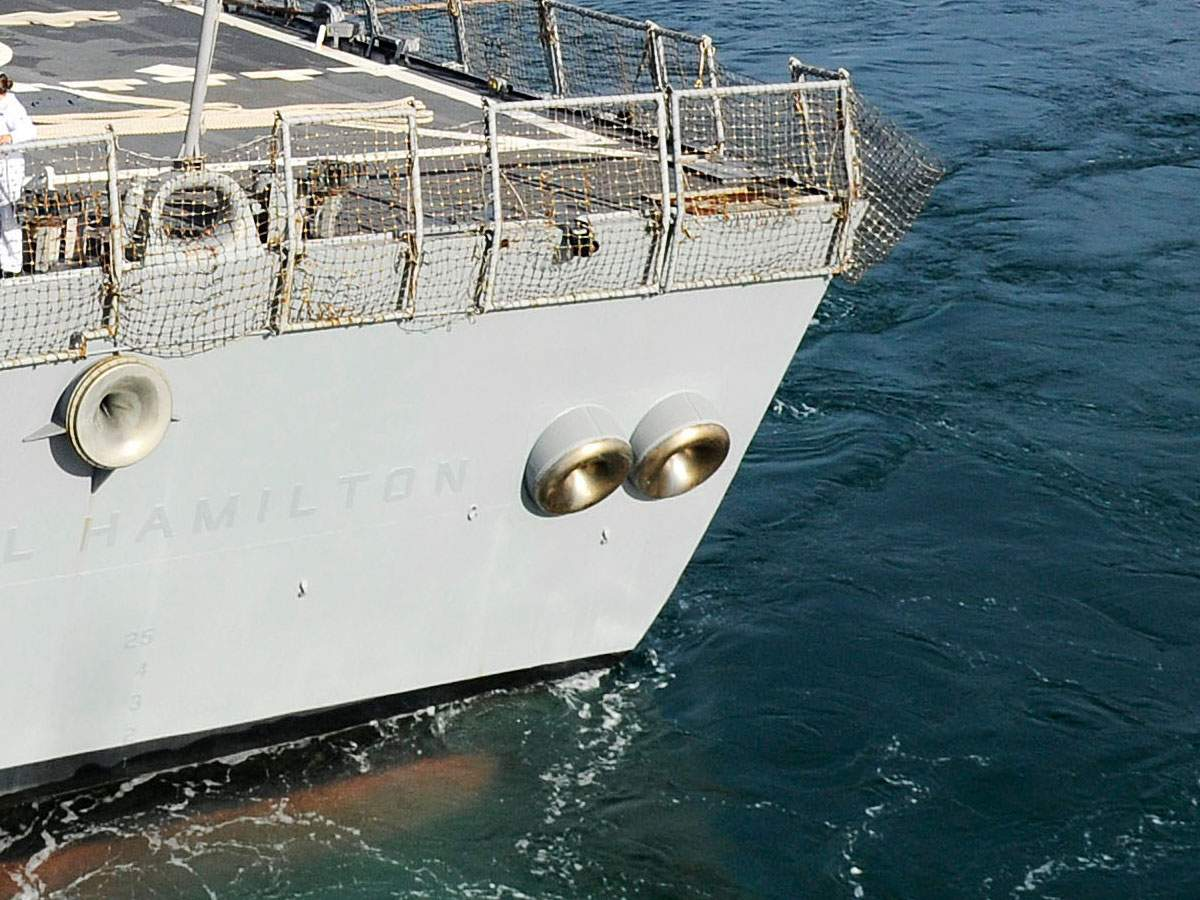
Лацпорты AN/SLQ-25 на эсминце DDG-60 «Пол Гамильтон» (в центре)

## Интересные факты
На американском флотском жаргоне буксируемый модуль AN/SLQ-25 называется «Nixie fish» (рус. рыбка Никси).